# Mathilde von Keller

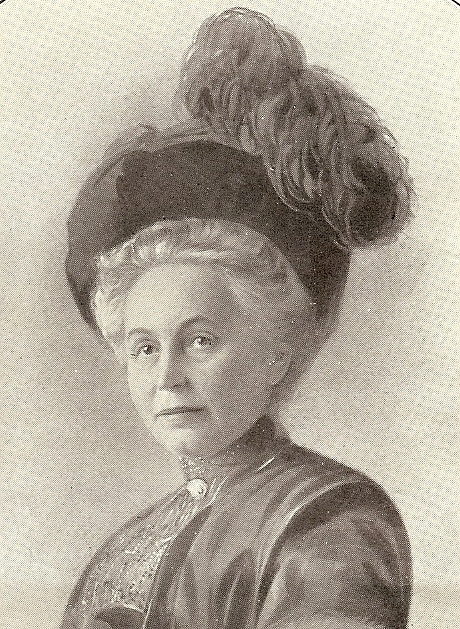
Mathilde von Keller

Mathilde Amalie Ida Gräfin von Keller (* 1. Januar 1853 in Erfurt; † 4. November 1945 in Potsdam) war Hofstaatsdame der Deutschen Kaiserin und Königin von Preußen, Auguste Viktoria.

## Leben
Mathilde von Keller war die Tochter von Gustav Graf von Keller, Mitglied des Paulskirchenparlaments 1848/49 und Träger hoher Orden, und seiner zweiten Ehefrau Mathilde von Grolman; sie war die Tochter des Wilhelm Heinrich von Grolmann und dessen erster Ehefrau Henriette Heim, direkte Nachfahrin des Arztes Ernst Ludwig Heim.
Die unverheiratete Gräfin trat ihren Dienst im Februar 1881 zur Hochzeit des Prinzen Wilhelm, später Kaiser Wilhelm II., mit der Prinzessin Auguste Viktoria von Schleswig-Holstein an. Zusammen mit den Hofstaatsdamen Therese Gräfin von Brockdorff und Claire Gräfin von Gersdorff gehörte sie für Jahrzehnte zur engsten Umgebung der Kaiserfamilie. Spötter nannten diese drei Damen insgeheim „die drei Hallelujah-Tanten“, wohl wegen ihrer religiös-konservativen Haltung.
Mathilde von Keller folgte der Kaiserin als einzige Hofstaatsdame am 10. November 1918 ins Exil nach Holland. Dort endete ihr Dienst, als Auguste Viktoria im April 1921 starb. Gräfin Keller ging nach Deutschland zurück, wohnte im Hofdamenhaus in Potsdam. Sie verfasste ihre Erinnerungen 40 Jahre im Dienst der Kaiserin. Mathilde von Keller adoptierte 1942 ein Fräulein Marianne von Rumohr (1890–1985), vormalige Adoptivtochter des holsteinischen Gutsbesitzers Henning von Rumohr-Rundhof (1852–1920), später Konventualin des Klosters Preetz, folgend kommissarische Äbtissin des adeligen Klosters Uetersen. Marianne trug dann mit Bestätigung des Ausschusses für adelsrechtliche Fragen der vereinigten Deutschen Adelsverbände und veröffentlicht durch das Deutsche Adelsarchiv seit 1950 den Namen Gräfin Keller v. Rumohr.
Die Grabstätte von Gräfin Keller liegt auf dem Bornstedter Friedhof in Potsdam und kann heute noch besucht werden.

## Genealogie
- Gothaisches Genealogisches Taschenbuch (GGT) der Gräflichen Häuser 1922. 95. Jg. Justus Perthes, Gotha 1921, S. 476.
- Gothaisches Genealogisches Taschenbuch der Gräflichen Häuser. Teil B (Briefadel). 1941. 114. Jg. Zugleich Adelsmatrikel der Deutschen Adelsgenossenschaft (D.A.G.), Justus Perthes, Gotha 1940, S. 237.